# William Henry Phelps jr.
William Henry Phelps jr. (Maturín, deelstaat Monagas in Venezuela, 25 december 1902 - Caracas, 13 augustus 1988) was een Amerikaans/Venezolaanse ornitholoog en ondernemer. Hij was een zoon van de Amerikaanse ornitholoog en zakenman William H. Phelps Sr. William Henry jr. ging in New Jersey (VS) naar een particuliere school en daarna naar de Princeton-universiteit waar hij in 1926 een Bsc haalde.
Samen met zijn vader betekende hij veel voor de ornithologie in Venezuela. Hij beschreef vier nieuwe soorten waaronder de perijádistelstaart (Asthenes perijana) en beschreef 147 ondersoorten, meestal samen met zijn vader.
Verder schreef hij, samen met zijn vrouw 78 boeken over de vogels van Latijns Amerika. Bovendien organiseerde hij circa honderd vogelkundige expedities en verzamelde vogels en stichtte daarvoor in Venezuela een vogelkundig museum. Daarnaast was hij ondernemer en richtte hij samen met zijn vader commerciële zenders op onder de naam, Radio Caracas Televisión.

## Publicaties (selectie)
- Las aves de Perijá  Caracas: Casa de Especialidades, 1944
- Resumen de las colecciones ornitológicas en Venezuela Caracas: Casa de Especialidades, 1945
- Contribución del Dr. Frank Michler Chapman à la ornitología venezolana Caracas: Casa de Especialidades, 1946
- Descripción de cuatro aves nuevas de los cerros Paraque y Ptri-Tepui y notas sobre Bubulcus ibis, Myioborus cardonal y Platycichla leuocops Caracas: Casa de Especialidades, 1946
- Descripción de seis aves nuevas de Venezuela y notas sobre veinticuatro adiciones à la avifauna del Brasil Caracas: Tipografía La Nación, 1948
- Notas sobre aves venezolanas Caracas: Tipografía El Compás,  1948
- Las aves de Bonaire Caracas: Tipografía La Nación, 1951
- Las aves de las islas Los Roques y Las Aves y descripción de un nuevo canario de mangle Caracas: Tipografía La Nación, 1951
- El posible hundimiento parcial de isla de Aves Caracas: Litografía del Comercio, 1953
- Las aves de la isla de Patos, con algunos documentos sobre la historia y la geología de la isla Caracas: Sociedad Venezolana de Ciencias Naturales, 1958
- La aves de la isla La Orchila Caracas: Editorial Sucre, 1959
- Cuarenta y nueve aves nuevas para la avifauna del cerro Uei-Tepui (Cerro del Sol) Caracas: Editorial Sucre, 1962
- Lista de las aves de Venezuela con su distribución 2nd ed. Caracas: Editorial Sucre, 1963
- (met Rodolphe Meyer de Schauensee) A Guide to the Birds of Venezuela Princeton University Press : 1978. ISBN 0-691-08205-7
- (met Ramón Aveledo Ostos) Dos nuevas subespecies de aves (Troglodytidae, Fringillidae) del cerro Marahuaca, territorio Amazonas Caracas Editorial Sucre, 1984
- (met Rodolphe Meyer de Schauensee) Una guía de las aves de Venezuela 2nd ed. Caracas: Ex Libris, 1993.

- Gemeinsame Normdatei: 1011195577
- International Standard Name Identifier: 0000 0001 1702 1703
- Library of Congress Control Number: n82098907
- Réseau des bibliothèques de Suisse occidentale: 02-A012418526
- Système universitaire de documentation: 187874808
- Virtual International Authority File: 122015016
- WorldCat: E39PBJw8W6HfmmJBmt9bYqCPcP